# 村上正
村上 正（むらかみ ただし、1912年10月7日 - 生没不明）は、日本のハードル選手。
1936年ベルリンオリンピックで男子110メートルのハードルで出場した。